# Aske
Aske (norveški: "Pepeo") je prvi i jedini EP norveškog black metal solo projekta Burzum. Iako je sniman u travnju i kolovozu 1992. godine, objavljen je tek 10. ožujka 1993. godine, a objavila ga je diskografska kuća Deathlike Silence Productions.

## Pozadina
Omot albuma je fotografija srednjovjekovne crkve Fantoft nakon njena paleža 6. lipnja 1992. godine. Varg Vikernes je bio osumnjičen za spaljivanje crkve te se vjeruje da je fotografiju uslikao upravo on.
Bas-gitaru na albumu svirao je Samoth iz sastava Emperor.
Ranija inačica EP-a na kazeti nosila je naziv "Inn i drømmens slott" (U dvorac snova); načinio ju je Vikernes, koji ju je kasnije uz Samothovu pomoć distribuirao po metal podzemlju. Vikernes je izvorno želio objaviti EP preko vlastite diskografske kuće "Burz-Nazg Prod" (kasnije "Cymophane") prije nego što je potpisao s Deathlike Silence Productions.

## Objava
Prvih 1000 primjeraka EP-a bilo je objavljeno s upaljačem na kojem je također bila slika naslovnice albuma. Vikernes je kasnije izjavio kako ideja s upaljačem nije bila njegova, već ideja diskografske kuće za koju on uopće nije ni znao.
Aske se kasnije prodavao zajedno s debitantskim albumom Burzuma.

## Popis pjesama
Tekstovi i glazba: Count Grishnackh. 
| 1.    | »Stemmen fra tårnet« ("Glas s tornja")               | 6:09  |
| 2.    | »Dominus Sathanas« ("Gospodar Sotona"; instrumental) | 3:02  |
| 3.    | »A Lost Forgotten Sad Spirit«                        | 10:51 |
| 20:02 |                                                      |       |

## Zasluge
- Count Grishnackh — vokali, gitara, bubnjevi, bas-gitara (na 2. pjesmi) produkcija
- Samoth — bas-gitara (na 1. i 3. pjesmi)

Ostalo osoblje
- Pytten — produkcija